# زاکیه
زاکیه (به عربی: زاکیة) یک منطقهٔ مسکونی در سوریه است که در استان ریف دمشق واقع شده‌است. زاکیه ۱۸٬۵۵۳ نفر جمعیت دارد.